# Jamalganj
Jamalganj är ett underdistrikt i Bangladesh. Det ligger i den nordöstra delen av landet, 160 km nordost om huvudstaden Dhaka.
Trakten runt Jamalganj består huvudsakligen av våtmarker. Runt Jamalganj är det tätbefolkat, med 397 invånare per kvadratkilometer.